# 알베르토 콘타도르
알베르토 콘타도르 벨라스코(스페인어: Alberto Contador Velasco, 1982년 12월 6일~)는 스페인의 은퇴한 사이클 선수이다. 2007년 투르 드 프랑스, 2008년 지로 디탈리아 및 부엘타 아 에스파냐에서 종합 우승하여 사상 다섯 번째로 그랜드 투어를 제패하였다.

## 수상
- 벨로도르(2007, 2008, 2009, 2014)